# Mulino del bagno e vasca termale di Fontanafredda
Il Mulino del Bagno e la Vasca termale, denominata Bagno, sono due architetture storiche situate nel comune di Cinto Euganeo in provincia di Padova, in località Fontanafredda, la quale deve l'origine del suo toponimo alla presenza di una sorgente di acqua fredda contrapposta a quella della limitrofa fonte termale. Si tratta degli unici edifici che si conservano dell'antico centro artigianale della famiglia Contarini. 
Il mulino e la vasca hanno subito un importante restauro tra il 2011 e il 2014 che li rende visibili all'interno di una proprietà privata.

## Storia

### Mulini dei Colli Euganei
Fin dal IX secolo le carte padovane mostrano la presenza di mulini ad acqua. Specificatamente nell'area dei Colli Euganei si trovavano mulini galleggianti e mulini terragni, la cui principale differenza è che gli ultimi erano fabbricati esclusivamente in pietra e sorgevano su rive di canali minori.
Caratteristici mulini dei pendii dei rilievi euganei erano i mulini a coppedello - noti anche con le storpiature a copello, copeello e coppiello - ovvero una tipologia di mulini ascrivibile a quella dei mulini terragni che si caratterizzava per una ruota di diametro superiore ai quattro metri dotata sui bordi di cassette o coppelle, la quale veniva messa in movimento dalla spinta idraulica delle acque raccolte.

### Mulino del Bagno

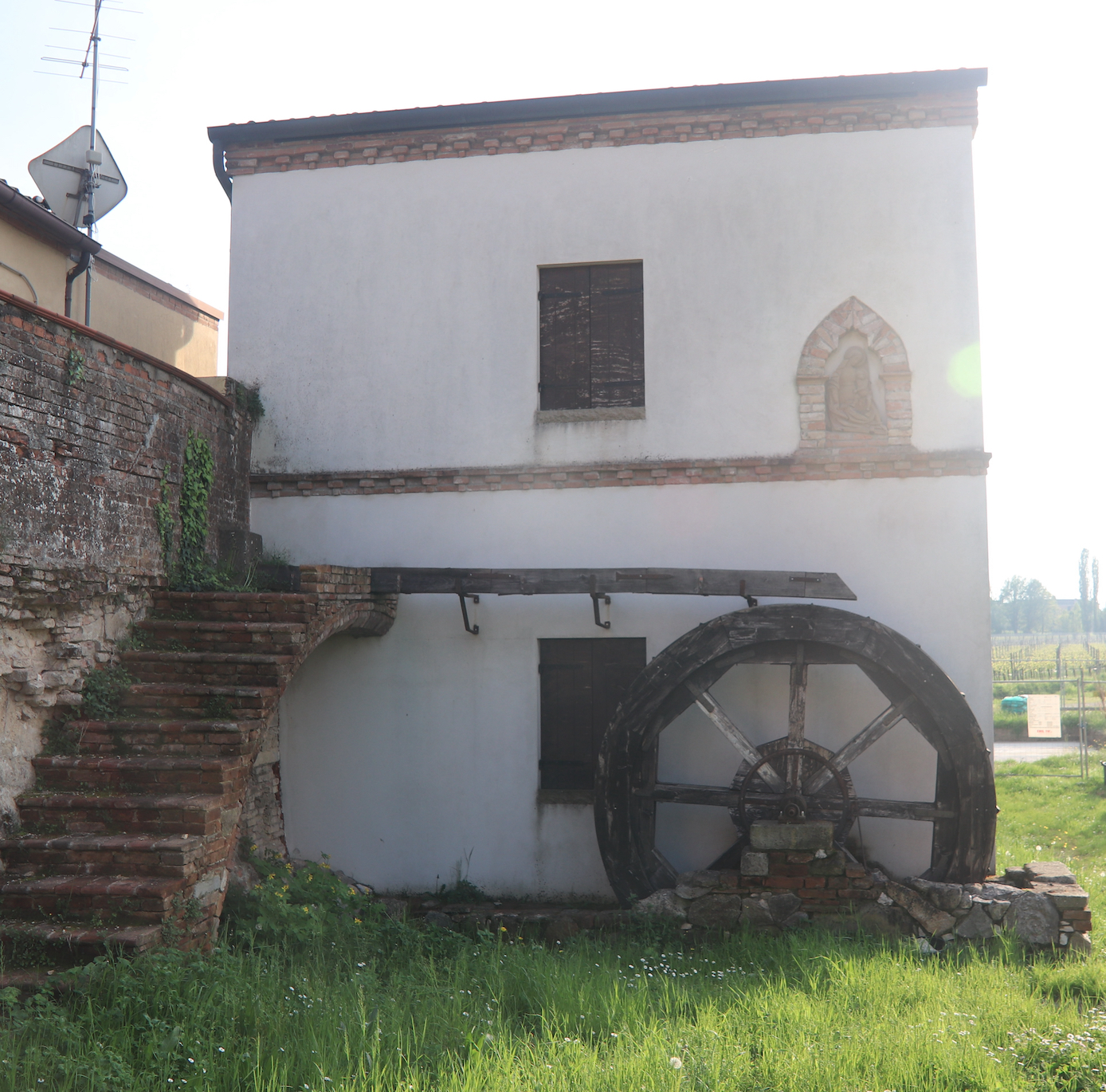
Mulino del Bagno

Il Mulino del Bagno venne costruito nel XIV secolo di fronte ad una sorgente d'acqua termale racchiusa entro una vasca denominata "Bagno".
Nel 1488 il mulino divenne di proprietà della famiglia veneziana Contarini a seguito dell'acquisto delle coppelle del mulino di Fontanafredda. A causa di problemi contabili non si sono conservate notizie relative a chi fossero gli originali proprietari del mulino.
La famiglia Contarini utilizzò il mulino e la millenaria pozza termale lì vicino per consolidare un piccolo centro produttivo e artigianale dedito a macinare il grano, tinteggiare i panni e macerare la canapa. Nel tempo il complesso Contarini perse la sua funzione agricola con un conseguente abbandono del mulino e della vasca termale.
Il complesso subì in seguito dei periodi di iniziale recupero e successivo abbandono testimoniati dalla presenza nei pressi del complesso di macine, mazale e attrezzi del mulino fino al tardo Novecento. Il declino del complesso si registrò tra la fine dell'Ottocento e la prima metà del Novecento. A causa del continuo flusso d'acqua nella sorgente l'area divenne parzialmente interrata e si riempì di piante infestanti.
L'edificio del mulino divenne un rudere e nel 1976 l'autore don Olivo Casarin lo considera scomparso: 
Il complesso rimase in uno stato di completo abbandono fino ai lavori di restauro intrapresi nel 2011, i quali hanno permesso al mulino e alla vasca termale di recuperare il suo originale aspetto. I restauri hanno comportato un primo lavoro di pulizia delle rovine e di recupero dei materiali, un successivo lavoro sulle fondazioni e murature e infine un intervento sul tetto. Successivamente nella primavera del 2013 sono stati intrapresi i lavori per la costruzione della ruota del mulino e nel giugno dello stesso anno è stata realizzata un'area - sul lato nord della torretta - per ospitare la ruota. 

### Cartografia storica

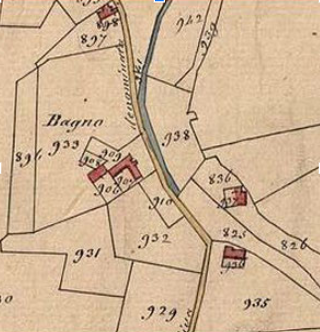
Frammento del Catasto Napoleonico che ritrae il Bagno, 1811.
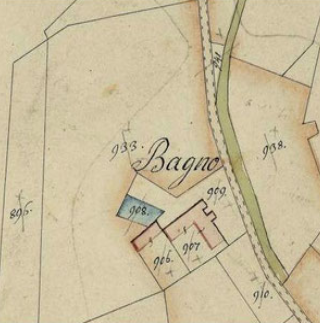
Frammento del Catasto austriaco che ritrae il Bagno, 1845

## Descrizione

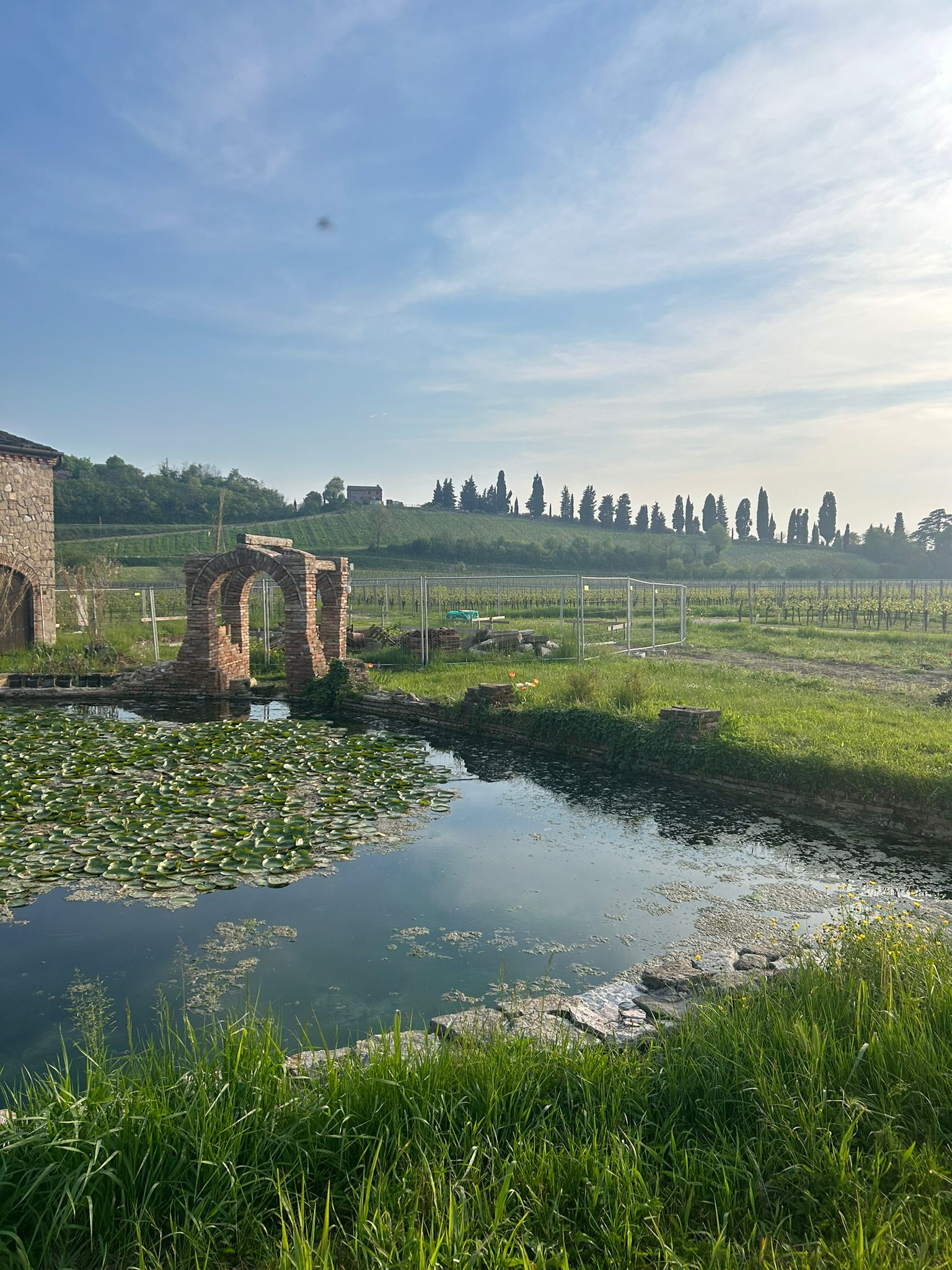
Fonte termale presso Fontana Fredda.

Il Mulino del Bagno è un mulino ad acqua a coppedello attualmente non funzionante. La struttura del mulino è dotata di una scala ad arco in Laterizio - ricostruita durante i lavori di restauro del 2014 - che permetteva al proprietario di accedere al condotto dell'acqua e regolarne il flusso.
La fonte termale del Bagno è racchiusa entro una vasca di piccole dimensioni dotata di 5 bocchettoni per riempirla. Il suo utilizzo più antico risale all'anno Mille. La vasca non era conosciuta solo dagli abitanti del luogo, ma anche da personalità di spicco, infatti lo stesso vescovo di Padova Sinibaldo (1106-1127) era solito era solito immergersi nell'acqua termale, in quanto avente poteri medicamentosi.
L'attuale forma della vasca - che differisce rispetto all'antica conformazione arrotondata - risale alle modifiche della seconda metà dell'Ottocento e primo Novecento. Attualmente lo scarico dell'acqua (di fattura metà novecentesca) della vasca si trova all'angolo con la strada in cui si trova il fabbricato, mentre lo squeretto è posto in direzione sud-ovest a protezione del vecchio condotto di scarico. La temperatura dell'acqua ha una temperatura costante di 27 gradi, la quale ha subito un brusco abbassamento a seguito del terremoto del Friuli Venezia Giulia del 1976.